# 오렌지 이즈 더 뉴 블랙
《오렌지 이즈 더 뉴 블랙》(영어: Orange Is the New Black)은 미국의 코미디 드라마 시리즈이다. 틸티드 프로덕션과 라이언스게이트 텔레비전이 제작하였으며, 파이퍼 커먼의 회고록 《오렌지 이즈 더 뉴 블랙: 여자교도소에서의 시간》 (Orange Is the New Black: My Year in a Women's Prison, 2010)이 원작이다. 13개 에피소드로 구성된 시즌 1이 2013년 7월 11일 넷플릭스에서 공개된것을 시작으로 시즌 2이 2014년 6월 6일, 시즌 3이 2015년 6월 11일, 2015년 4월 15일 시즌 4가 2016년 6월 17일에 각각 13개 에피소드로 공개되었다. 2016년 2월 5일, 시즌 5~7의 제작이 확정되었다.
《오렌지 이즈 더 뉴 블랙》은 넷플릭스에서 가장 많은 조회수를 기록한 텔레비전 프로그램이다. 비평가들에게도 호평을 받았는데 첫 번째 시즌은 프라임타임 에미상 12개 부문에 후보에 올라 코미디 부문 작품상, 코미디 부문 각본상, 코미디 부문 감독상 3개 부문에서 수상하였다. 2015년에는 에미상의 규정 변화로 코미디 부문이 아닌 드라마 부문으로 분류되었다. 두 번째 시즌은 에미상에서 드라마 부문 작품상을 포함한 4개 부문에 후보로 올라 우조 아두바가 드라마 부문 여우조연상을 수상하였다. 드라마는 또한 골든 글로브상에 6번 후보로 올랐으며 미국 배우 조합상, 미국 제작자 조합상, 미국 영화 편집자 협회상, 피버디상을 수상하였다.
미국 여성 교도소 수감자들의 이야기

## 출연
| 주요 출연진           | 주요 출연진                 | 주요 출연진            | 주요 출연진 | 주요 출연진 | 주요 출연진 | 주요 출연진 |
| 배우                  | 등장인물                    | 역할                   | 시즌        | 시즌        | 시즌        | 시즌        |
| 배우                  | 등장인물                    | 역할                   | 1           | 2           | 3           | 4           |
| --------------------- | --------------------------- | ---------------------- | ----------- | ----------- | ----------- | ----------- |
| 테일러 실링           | 파이퍼 채프먼               | 수감자                 | 주요        | 주요        | 주요        | 주요        |
| 로라 프리폰           | 알렉스 보스                 | 수감자                 | 주요        | 반복        | 주요        | 주요        |
| 마이클 J. 하니        | 샘 힐리                     | 교도관 / 수감자 상담사 | 주요        | 주요        | 주요        | 주요        |
| 미셸 허스트           | 클로뎃 필리지               | 수감자                 | 주요        |             |             |             |
| 케이트 멀그루         | 가리나 "레드" 레즈니코프    | 수감자                 | 주요        | 주요        | 주요        | 주요        |
| 제이슨 비그스         | 래리 블룸                   | 파이퍼의 약혼자        | 주요        | 주요        |             |             |
| 우조 아두바           | 수잰 "미친눈깔" 워런        | 수감자                 | 반복        | 주요        | 주요        | 주요        |
| 대니엘 브룩스         | 타샤 "테이스티" 제퍼슨      | 수감자                 | 반복        | 주요        | 주요        | 주요        |
| 너태샤 리온           | 니키 니컬스                 | 수감자                 | 반복        | 주요        | 주요        | 주요        |
| 타린 매닝             | 티퍼니 "펜사터키" 도깃      | 수감자                 | 반복        | 주요        | 주요        | 주요        |
| 셀레니스 레이바       | 글로리아 멘도사             | 수감자                 | 반복        | 반복        | 주요        | 주요        |
| 에이드리엔 C. 무어    | 신디 "블랙 신디" 헤이스     | 수감자                 | 반복        | 반복        | 주요        | 주요        |
| 대샤 폴랑코           | 다야나라 "다야" 디아스      | 수감자                 | 반복        | 반복        | 주요        | 주요        |
| 닉 샌다우             | 조 카푸토                   | 부교도소장             | 반복        | 반복        | 주요        | 주요        |
| 야엘 스톤             | 로나 모렐로                 | 수감자                 | 반복        | 반복        | 주요        | 주요        |
| 사미라 와일리         | 푸세이 워싱턴               | 수감자                 | 반복        | 반복        | 주요        | 주요        |
| 재키 크루즈           | 마리솔 "플라카" 곤살레스    | 수감자                 | 반복        | 반복        | 반복        | 주요        |
| 리아 델라리아         | 캐리 "빅 부" 블랙           | 수감자                 | 반복        | 반복        | 반복        | 주요        |
| 반복 출연진           |                             |                        |             |             |             |             |
| 배우                  | 등장인물                    | 역할                   | 시즌        | 시즌        | 시즌        | 시즌        |
| 배우                  | 등장인물                    | 역할                   | 1           | 2           | 3           | 4           |
| 매들린 브루어         | 트리샤 밀러                 | 수감자                 | 반복        |             |             |             |
| 마이클 처너스         | 캘 채프먼                   | 파이퍼의 오빠          | 반복        | 반복        | 반복        |             |
| 트레이시 키모         | 네리 펠드먼                 | 파이퍼의 올케          | 반복        | 반복        | 반복        |             |
| 라번 콕스             | 소피아 버셋                 | 수감자                 | 반복        | 반복        | 반복        |             |
| 마리아 디지아         | 폴리 하퍼                   | 파이퍼의 친구          | 반복        | 반복        |             |             |
| 베스 파울러           | 제인 잉걸스 수녀            | 수감자                 | 반복        | 반복        | 반복        |             |
| 다이앤 게레로         | 마리차 라모스               | 수감자                 | 반복        | 반복        | 반복        |             |
| 로런 랩커스           | 수전 피셔                   | 교도관                 | 반복        | 반복        |             |             |
| 맷 맥고리             | 존 베넷                     | 교도관                 | 반복        | 반복        | 반복        |             |
| 엘리자베스 로드리게스 | 알레이다 디아스             | 수감자                 | 반복        | 반복        | 반복        |             |
| 바바라 로센블랫       | 로사 "미스 로사" 시스네로스 | 수감자                 | 반복        | 반복        | 카메오      |             |
| 파블로 슈라이버       | 조지 "야동수염" 멘데스      | 교도관                 | 반복        | 반복        | 게스트      |             |
| 키미코 글렌           | 브룩 소소                   | 수감자                 |             | 반복        | 반복        |             |
| 로리 페티             | 롤리 화이트힐               | 수감자                 |             | 게스트      | 반복        |             |
| 로렌 투생             | 이본 "비" 파커              | 수감자                 |             | 반복        |             |             |
| 마이크 버비글리아     | 대니 피어슨                 | 교도소장               |             |             | 반복        |             |
| 블레어 브라운         | 주디 킹                     | 수감자                 |             |             | 반복        |             |
| 존 마가로             | 빈스 무초                   | 로나의 남편            |             |             | 반복        |             |
| 루비 로즈             | 스텔라 칼린                 | 수감자                 |             |             | 반복        |             |
| 메리 스틴버건         | 딜리아 멘데스파월           | 야동수염의 엄마        |             |             | 반복        |             |

## 방영 목록
| 시즌 | 시즌 | 회수 | 공개 날짜       | 공개 날짜 |
| ---- | ---- | ---- | --------------- | --------- |
|      | 1    | 13   | 2013년 7월 11일 |           |
|      | 2    | 13   | 2014년 6월 6일  |           |
|      | 3    | 13   | 2015년 6월 11일 |           |
|      | 4    | 13   | 2016년 6월 17일 |           |

### 시즌 1 (2013)
| 전체 번호 | 시즌 번호 | 제목                                  | 감독              | 작가                     | 주요 등장인물     | 본 방송 날짜    |
| --------- | --------- | ------------------------------------- | ----------------- | ------------------------ | ----------------- | --------------- |
| 1         | 1         | "I Wasn't Ready" "나는 준비가 안됐어" | 마이클 트림       | 리즈 프리드먼, 젠지 코한 | 파이퍼            | 2013년 7월 11일 |
| 2         | 2         | "Tit Punch"                           | 우타 브리제비츠   | 마르코 라미레스          | 레드 & 파이퍼     | 2013년 7월 11일 |
| 3         | 3         | "Lesbian Request Denied"              | 조디 포스터       | 시안 헤더                | 소피아 & 파이퍼   | 2013년 7월 11일 |
| 4         | 4         | "Imaginary Enemies" "상상의 적"       | 마이클 트림       | 게리 레논                | 클로뎃            | 2013년 7월 11일 |
| 5         | 5         | "The Chickening"                      | 앤드루 매카시     | 닉 존스                  | 알레이다 & 다야   | 2013년 7월 11일 |
| 6         | 6         | "WAC Pack"                            | 마이클 트림       | 로런 모렐리              | 니키 & 파이퍼     | 2013년 7월 11일 |
| 7         | 7         | "Blood Donut"                         | 매슈 펜           | 세라 헤스                | 왓슨              | 2013년 7월 11일 |
| 8         | 8         | "Moscow Mule"                         | 필 에이브러햄     | 마르코 라미레스          | 레드              | 2013년 7월 11일 |
| 9         | 9         | "Fucksgiving"                         | 마이클 트림       | 시안 헤더                | 알렉스            | 2013년 7월 11일 |
| 10        | 10        | "Bora Bora Bora"                      | 앤드루 매카시     | 닉 존스                  | 파이퍼 & 트리시아 | 2013년 7월 11일 |
| 11        | 11        | "Tall Men with Feelings"              | 콘스탄틴 마크리스 | 로런 모렐리              | 파이퍼 & 알렉스   | 2013년 7월 11일 |
| 12        | 12        | "Fool Me Once"                        | 앤드루 매카시     | 세라 헤스                | 펜사터키          | 2013년 7월 11일 |
| 13        | 13        | "Can't Fix Crazy"                     | 마이클 트림       | 타라 허먼, 젠지 코한     | 없음              | 2013년 7월 11일 |

### 시즌 2 (2014)
| 전체 번호 | 시즌 번호 | 제목                                            | 감독                  | 작가                          | 주요 등장인물   | 본 방송 날짜   |
| --------- | --------- | ----------------------------------------------- | --------------------- | ----------------------------- | --------------- | -------------- |
| 14        | 1         | "Thirsty Bird" "목마른 새"                      | 조디 포스터           | 타라 허먼, 젠지 코한          | 파이퍼 & 알렉스 | 2014년 6월 6일 |
| 15        | 2         | "Looks Blue, Tastes Red" "색은 파랑, 맛은 빨강" | 마이클 트림           | 젠지 코한                     | 테이스티        | 2014년 6월 6일 |
| 16        | 3         | "Hugs Can Be Deceiving"                         | 마이클 트림           | 로런 모렐리                   | 수잔            | 2014년 6월 6일 |
| 17        | 4         | "A Whole Other Hole"                            | 필 에이브러햄         | 시안 헤더                     | 로나            | 2014년 6월 6일 |
| 18        | 5         | "Low Self Esteem City"                          | 앤드루 매카시         | 닉 존스                       | 글로리아        | 2014년 6월 6일 |
| 19        | 6         | "You Also Have a Pizza"                         | 앨리슨 앤더스         | 스티븐 팔크                   | 포우시          | 2014년 6월 6일 |
| 20        | 7         | "Comic Sans"                                    | 앤드루 매카시         | 세라 헤스                     | 블랙 신디       | 2014년 6월 6일 |
| 21        | 8         | "Appropriately Sized Pots"                      | 데이지 본 쉐러 메이어 | 알렉스 레그네리 & 하틀리 보스 | 로사            | 2014년 6월 6일 |
| 22        | 9         | "40 Oz. of Furlough"                            | S. J. 클라크슨        | 로런 모렐리                   | 레드 & 비       | 2014년 6월 6일 |
| 23        | 10        | "Little Mustachioed Shit"                       | 제니퍼 게트징거       | 시안 헤더                     | 파이퍼 & 알렉스 | 2014년 6월 6일 |
| 24        | 11        | "Take a Break from Your Values"                 | 콘스탄틴 마크리스     | 닉 존스                       | 시스터 잉걸스   | 2014년 6월 6일 |
| 25        | 12        | "It Was the Change"                             | 필 에이브러햄         | 세라 헤스                     | 테이스티 & 비   | 2014년 6월 6일 |
| 26        | 13        | "We Have Manners. We're Polite"                 | 콘스탄틴 마크리스     | 젠지 코한                     | 없음            | 2014년 6월 6일 |

### 시즌 3 (2015)
| 전체 번호 | 시즌 번호 | 제목                                 | 감독              | 작가                         | 주요 등장인물   | 본 방송 날짜    |
| --------- | --------- | ------------------------------------ | ----------------- | ---------------------------- | --------------- | --------------- |
| 27        | 1         | "Mother's Day"                       | 앤드루 매카시     | 젠지 코한                    | 여러명          | 2015년 6월 11일 |
| 28        | 2         | "Bed Bugs and Beyond"                | 콘스탄틴 마크리스 | 짐 데인저 그레이             | 베넷            | 2015년 6월 11일 |
| 29        | 3         | "Empathy Is a Boner Killer"          | 마이클 트림       | 닉 존스                      | 니키            | 2015년 6월 11일 |
| 30        | 4         | "Finger in the Dyke"                 | 콘스탄틴 마크리스 | 로런 모렐리                  | 빅 부           | 2015년 6월 11일 |
| 31        | 5         | "Fake It Till You Fake It Some More" | 니콜 홀로프세너   | 타라 허먼                    | 플라카          | 2015년 6월 11일 |
| 32        | 6         | "Ching Chong Chang"                  | 앤서니 헤밍웨이   | 세라 헤스                    | 챙              | 2015년 6월 11일 |
| 33        | 7         | "Tongue-Tied"                        | 줄리 앤 로빈슨    | 시안 헤더                    | 노마            | 2015년 6월 11일 |
| 34        | 8         | "Fear, and Other Smells"             | 마크 A. 벌리      | 닉 존스                      | 알렉스          | 2015년 6월 11일 |
| 35        | 9         | "Where My Dreidel At"                | 앤드루 매카시     | 조던 해리슨                  | 리앤            | 2015년 6월 11일 |
| 36        | 10        | "A Tittin' and a Hairin"             | 제시 페레츠       | 로런 모렐리                  | 펜사터키        | 2015년 6월 11일 |
| 37        | 11        | "We Can Be Heroes"                   | 필 에이브러햄     | 시안 헤더                    | 카푸토          | 2015년 6월 11일 |
| 38        | 12        | "Don't Make Me Come Back There"      | 우타 브리제비츠   | 세라 헤스                    | 알레이다 & 다야 | 2015년 6월 11일 |
| 39        | 13        | "Trust No Bitch"                     | 필 에이브러햄     | 짐 데인저 그레이 & 젠지 코한 | 여러명          | 2015년 6월 11일 |

## 수상
| 연도 | 상                         | 부문                                                | 후보                                        | 결과 | 참고  |
| ---- | -------------------------- | --------------------------------------------------- | ------------------------------------------- | ---- | ----- |
| 2014 | 크리틱스 초이스 텔레비전상 | 코미디 시리즈 작품상                                |                                             | 수상 |       |
| 2014 | 크리틱스 초이스 텔레비전상 | 코미디 시리즈 여우조연상                            | 케이트 멀그루                               | 수상 |       |
| 2014 | 크리틱스 초이스 텔레비전상 | 코미디 시리즈 여우조연상                            | 라번 콕스                                   | 후보 |       |
| 2014 | 크리틱스 초이스 텔레비전상 | 코미디 시리즈 게스트상                              | 우조 아두바                                 | 수상 |       |
| 2014 | 골든 글로브상              | 텔레비전 시리즈 여우주연상 (드라마 부문)            | 테일러 실링                                 | 후보 |       |
| 2014 | GLAAD 미디어 어워드        | 최고의 코미디 시리즈                                |                                             | 수상 |       |
| 2014 | 그래미상                   | 비주얼 미디어 최고의 노래                           | 레지나 스펙터 〈You've Got Time〉           | 후보 |       |
| 2014 | 피버디상                   | 피버디상                                            | 피버디상                                    | 수상 |       |
| 2016 | 미국 배우 조합상           | 코미디 부문 앙상블 연기상                           | 코미디 부문 앙상블 연기상                   | 수상 | [ 1 ] |
| 2016 | 미국 배우 조합상           | 코미디 부문 여자배우상                              | 우조 아두바                                 | 수상 | [ 1 ] |
| 2016 | 골든 글로브상              | 텔레비전 드라마 작품상 (뮤지컬·코미디 부문)         | 텔레비전 드라마 작품상 (뮤지컬·코미디 부문) | 후보 | [ 2 ] |
| 2016 | 골든 글로브상              | 여우조연상 (드라마, 미니시리즈, 텔레비전 영화 부문) | 우조 아두바                                 | 후보 | [ 2 ] |
| 2016 | 미국 영화 편집자 협회상    | 텔레비전 (미니시리즈 또는 영화) 편집상              | 윌리엄 터로                                 | 수상 |       |
| 2016 | GLAAD 미디어 어워드        | 최고의 코미디 시리즈                                |                                             | 미정 | [ 3 ] |